# Rico Nasty
Rico Nasty, pseudonimo di Maria-Cecilia Simone Kelly (Largo, 7 maggio 1997), è una rapper, cantautrice e produttrice discografica statunitense.
Ha iniziato la sua carriera musicale con la pubblicazione del suo mixtape di debutto Summer's Eve, seguito da The Rico Story e Sugar Trap nel 2016. Nel giugno del 2018 firma per la Atlantic Records dopo aver pubblicato il suo sesto mixtape, Nasty. Guadagna popolarità grazie al singolo Smack a Bitch, pubblicato a inizio 2018 e certificato disco d'oro dalla RIAA.

## Biografia
Maria-Cecilia Simone Kelly è nata figlia unica a Washington DC, da madre portoricana e padre afroamericano. È cresciuta nella Prince George's County, nel Maryland, ascoltando artisti come Bob Marley, Beyoncé, Jay-Z, Nas e Jill Scott.
All'età di 11 anni inizia a frequentare un collegio a Baltimora. Lo stesso anno, i suoi genitori divorziano, e Kelly viene espulsa dalla scuola dopo essere stata sorpresa in possesso di marijuana. Torna poi a frequentare la scuola pubblica ed inizia a scrivere canzoni.

## Carriera

### Gli inizi e i primi progetti (2014-2017)
Kelly ha iniziato a rappare mentre frequentava la scuola secondaria ed ha pubblicato il suo primo mixtape, Summer's Eve, quando era ancora in terza media. Dopo aver concluso gli anni di liceo, ha iniziato a concentrarsi sulla sua carriera musicale ed ha pubblicato due mixtape nel 2016: The Rico Story e Sugar Trap. Entrambi i lavori hanno attirato l'attenzione dei media e del pubblico. Kelly ha in seguito pubblicato il singolo Hey Arnold, di cui è stato realizzato un remix in collaborazione con il rapper Lil Yachty. Il duo collabora nuovamente nel 2017 nel brano Mamacita contenuto nella colonna sonora The Fate of the Furious: The Album.
Nel maggio del 2017 Rico ha pubblicato il suo quarto mixtape, Tales of Tacobella Nel giugno del 2017 la rapper ha pubblicato il singolo Poppin, che ha raggiunto oltre 7 milioni di visualizzazioni su YouTube. Il brano è stato anche utilizzato nella serie televisiva di HBO, Insecure. Nell'ottobre 2017 Kelly ha pubblicato il suo quinto mixtape, Sugar Trap 2 contenente un brano in collaborazione con Famous Dex. Rolling Stone lo ha inserito nella classifica dei migliori album rap di quell'anno. Alla fine dell'anno Rico dato il via alla tournée The Sugar Trap Tour.

### NastyeAnger Management(2018-2019)
I singoli Smack A Bitch, Poppin e Key Lime OG hanno catturato l'attenzione del pubblico all'inizio del 2018 ed hanno raggiunto e superato i 10 milioni di visualizzazioni su YouTube entro l'anno. Le prime due canzoni hanno inoltre guadagnato una certa popolarità sulla piattaforma di condivisione video TikTok dopo essere state utilizzate in vari meme. Smack a Bitch è stato anche classificato al secondo posto nella lista di The Fader delle 100 migliori canzoni del 2018 e nel giugno 2020 è stato certificato disco d'oro dalla RIAA per le 500 000 unità vendute negli Stati Uniti. Il suddetto influsso di popolarità ha aiutato Rico Nasty a catturare l'attenzione di Atlantic Records. Nel giugno 2018 infatti ha firmato con l'etichetta discografica ed ha reso disponibile per l'ascolto il suo sesto mixtape, Nasty. Il mixtape è stato generalmente ben accolto ed è finito nelle liste dei migliori album di riviste online di recensione come Rolling Stone, Pitchfork, Stereogum, Noisey, Fact, Spin e molti altri. Le tracce del mixtape, Bitch I'm Nasty, Countin 'Up e Rage, sono state anche classificate nelle liste delle migliori canzoni del 2018 rispettivamente da Paper, Highsnobiety e Pitchfork. A fine luglio, Rico Nasty ha intrapreso il suo tour The Nasty Tour per promuovere il mixtape, esibendosi in ventisette palchi diversi in tutto il Nord America per una durata di sei settimane e completando il tour ad inizio di settembre.

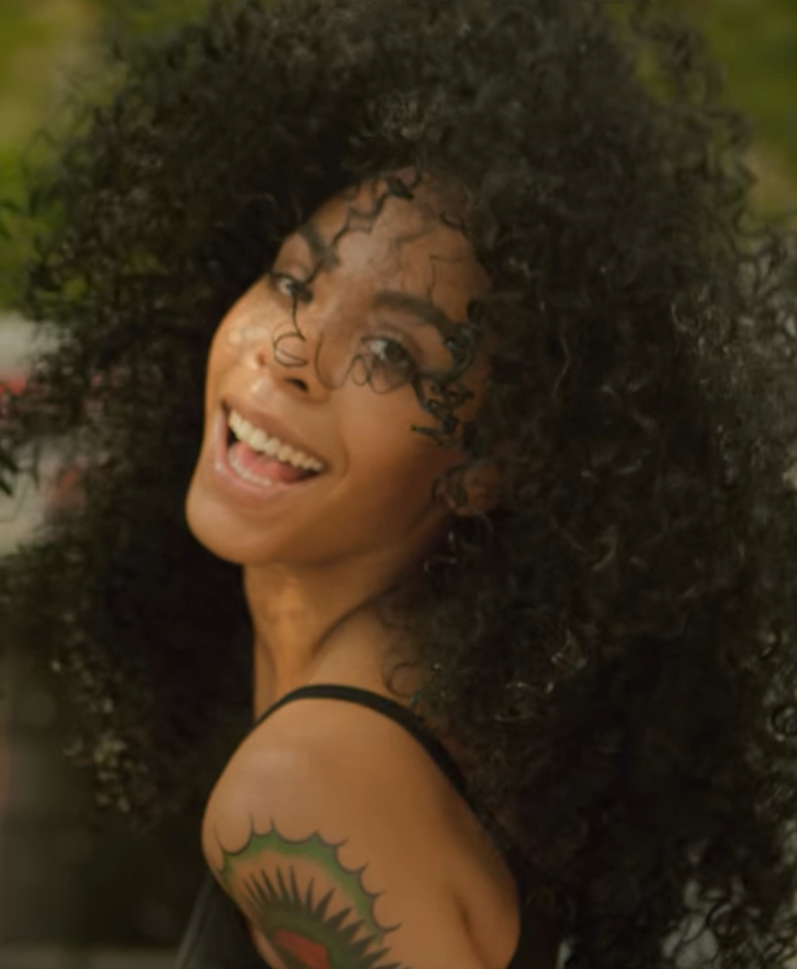
Rico Nasty nel 2018

Rico Nasty ha pubblicato i singoli con i rispettivi video musicali di Guap (LaLaLa) a dicembre 2018, e Roof a gennaio 2019. A febbraio 2019 appare sulla versione deluxe dell'album Amala di cantante e rapper statunitense Doja Cat col singolo Tia Tamera. Nell'aprile 2019, Rico Nasty e il produttore Kenny Beats hanno supportato il cantante Khalid durante la serata di apertura del Free Spirit World Tour. Nell'estate del 2018 la rapper ha realizzato la copertina per la rivista The Fader. Nell'aprile 2019 Rico e il produttore Kenny Beats hanno pubblicato a sorpresa un mixtape in collaborazione intitolato Anger Management, che ha ricevuto recensioni positive da riviste come Rolling Stone, Pitchfork, Complex, Billboard e NME. Anger Management è senza dubbio la pubblicazione di maggior successo di Rico Nasty fino ad oggi, sia dal punto di vista commerciale che critico. Nell'aprile 2019, Rico si è esibita al Coachella Valley Music and Arts Festival per la prima volta nella sua carriera. Per supportare il disco, ha intrapreso il suo terzo tour Live in Europe dalla fine di maggio a metà luglio. Nel giugno 2019, XXL ha annunciato che Rico Nasty avrebbe fatto parte della XXL Freshman Class del 2019. Si è esibita alla New York Fashion Week nel settembre 2019 e successivamente ha pubblicato il singolo intitolato proprio Fashion Week. La rapper si è anche esibita come protagonista al Rolling Loud di New York nell'ottobre 2019.

### Nightmare Vacatione altri progetti (2020-presente)
Rico Nasty ha composto e cantato la canzone My Little Alien, colonna sonora per il film animato del 2020 Scooby!. Nel giugno 2020, Rico ha anche pubblicato il singolo Dirty, incluso nell'album colonna sonora della serie televisiva di HBO Insecure. Il 7 agosto 2020, la rapper ha collaborato con la cantante di origine colombiana Kali Uchis nella canzone Aquí Yo Mando, che sarà il singolo principale del prossimo album in studio della Uchis.
Il 13 agosto 2020, Maria ha pubblicato il singolo iPhone come primo  singolo estratto dal suo album in studio di debutto, Nightmare Vacation. Lo stesso giorno, ha annunciato che avrebbe collaborato con il marchio di cosmetici Il Makiage su una nuova linea di makeup. Nel settembre del 2020 ha realizzato la copertina della rivista musicale britannica NME. Ha confermato in un'intervista che l'album di debutto uscirà tra settembre e ottobre. Rico ha pubblicato Own It come secondo singolo estratto da Nightmare Vacation il 17 settembre. Nell'ottobre 2020 Rico è diventata ambasciatrice del marchio di lingerie di Rihanna Savage X Fenty, ed ha fatto un cameo nel Savage X Fenty Show: Vol 2, trasmesso su Amazon Prime Video. Pochi giorni dopo, la rapper si è impegnata in una campagna sui social media con la mascotte televisiva per bambini Hip Hop Harry e con Atlantic Records al fine di incoraggiare il pubblico adulto a votare alle elezioni presidenziali negli Stati Uniti del 2020. Rico ha anche anticipato la canzone Don't Like Me in collaborazione con i rapper Don Toliver e Gucci Mane come terzo singolo estratto da Nightmare Vacation. L'album inizialmente era stato annunciato per la pubblicazione che sarebbe avvenuta il 30 ottobre, successivamente la rapper ha comunicato che uscirà a dicembre. Qualche giorno dopo ha confermato che verrà reso disponibile il 4 dicembre. Il 10 novembre Rico ha pubblicato insieme al video musicale OHFR?, quarto singolo estratto da Nightmare Vacation e prodotto da 100 gecs. Il giorno stesso della pubblicazione del nuovo progetto la rapper ha anche pubblicato il videoclip del quinto singolo, intitolato STFU prodotto dal duo Take a Daytrip.

## Vita privata
All'età di 18 anni Kelly ha dato alla luce il suo primo e unico figlio, di nome Cameron. Il padre del bambino, Brandon, è morto a causa di un attacco d'asma, mentre lei frequentava l'ultimo anno delle scuole superiori. Rico gli ha reso omaggio nella canzone intitolata Brandon. Quando la rapper ha iniziato ad attirare l'attenzione con la sua musica, ha lasciato il suo lavoro di receptionist ospedaliera, mentre il suo manager, Malik Foxx, ha iniziato ad acquistare le attrezzature di produzione per uno studio di registrazione. Rico Nasty ha rivelato a The Fader che Malik Foxx è «l'unica figura paterna che Cameron abbia mai conosciuto».

## Stile musicale

### Generi musicali e stili
Lo stile musicale della rapper è un misto tra musica hip hop, trap e spesso con l'aggiunta di elementi musicali che riconducono ai generi punk rap, trap metal, nu metal, pop-trap, mumble rap, e infine rap rock. Rico si contraddistingue con la sua musica per il «flow aggressivo e spietato» così come per il suo «stile appuntito e la voce roca». Rico Nasty ha affermato a NME di definirsi una «principessa pop-punk».

### Influenze musicali
Musicalmente, Rico Nasty ha citato Joan Jett, Avril Lavigne e Rihanna come le sue maggiori influenze. Lei stessa è stata invece nominata come influenza e punto di riferimento dalle rapper emergenti Flo Milli e ppcocaine.

## Discografia

### Album in studio
- 2020 − Nightmare Vacation
- 2022 − Las Ruinas
- 2025 - LETHAL

### Mixtape
- 2014 − Summer's Eve
- 2016 − The Rico Story
- 2016 − Sugar Trap
- 2017 − Tales of Tacobella
- 2017 − Sugar Trap 2
- 2018 − Nasty
- 2019 − Anger Management (con Kenny Beats)

### Singoli

#### Come artista principale
- 2016 − iCarly
- 2016 − Friendzone
- 2016 − Hey Arnold (Remix) (con Lil Yachty)
- 2016 − Choppa In The Trunk (con Tino Loud, Chelly The MC e WillThaRapper)
- 2017 − Glo Bottles
- 2017 − Block List
- 2017 − Watch Me
- 2017 − Poppin
- 2017 − Animals
- 2017 − Key Lime OG
- 2017 − Rojo
- 2017 − Blue
- 2017 − Run It Up (con Mafiaworldflaco)
- 2018 − Party Goin Dumb
- 2018 − Smack a Bitch
- 2018 − Trust Issues
- 2018 − Hit That
- 2018 − Rage
- 2018 − Countin' Up
- 2018 − Big Dick Energy
- 2018 − Wanna Do
- 2018 − Guap (LaLaLa)
- 2018 − Ice Cream
- 2018 − Countin' Up
- 2019 − Roof
- 2019 − Sandy
- 2019 − Time Flies
- 2019 − Big Titties (con Kenny Beats feat. Baauer e EarthGang)
- 2019 − Welcome to the Party (NastyMix)
- 2019 − Fashion Week
- 2019 − Hard
- 2020 − IDGAF
- 2020 − Lightning
- 2020 − Popstar
- 2020 − Dirty
- 2020 − Aquí Yo Mando (con Kali Uchis)
- 2020 − iPhone
- 2020 − iPhone (Ookay Remix)
- 2020 − Own It
- 2020 − Don't Like Me (feat. Don Toliver e Gucci Mane)
- 2020 − OHFR?
- 2020 − STFU
- 2021 − Simp (con Full Tac e Lil Mariko)
- 2021 − Magic
- 2021 − Buss
- 2021 − Money (feat. Flo Milli)
- 2022 − Vaderz (feat. Bktherula)
- 2022 − Intrusive
- 2022 − Black Punk
- 2022 − Blow Me
- 2022 − Watch Your Man (feat. Marshmello)
- 2023 − Turn It Up
- 2024 − Arintintin (con Boys Noize)

#### Come artista ospite
- 2016 − Cash Hoe (Baby Ahk feat. Rico Nasty)
- 2016 − Touch Me (Maya Milan feat. Rico Nasty)
- 2017 − With Me (3ohblack feat. Rico Nasty)
- 2017 − Time (Chubby Chuck feat. Rico Nasty)
- 2018 − Suite Life (DJ ClockWork feat. Rico Nasty, Kairose e Deshon Taylor)
- 2018 − Barbie (Big Mechoo feat. Fat Trel & Rico Nasty)
- 2018 − Up Front (Niqo feat. Rico Nasty)
- 2018 − No Reason (Yunggt3z feat. Big Tee & Rico Nasty)
- 2018 − Coolin (Barz da Lyricist feat. Rico Nasty)
- 2018 − S.I.C.K (Dana feat. Rico Nasty)
- 2018 − Excuse Me (Swisha C feat. Rico Nasty)
- 2018 − Forever (GainesFM feat. Rico Nasty)
- 2019 − Tia Tamera (Doja Cat feat. Rico Nasty)
- 2019 − #ProudCatOwnerRemix (XXXTentacion feat. Rico Nasty)
- 2019 − Love Is Like A Moshpit (Duckwrth feat. Rico Nasty & Medasin)
- 2019 − FMU (Brooke Candy feat. Rico Nasty)
- 2019 − Mutumbo (10k.Caash feat. Rico Nasty)
- 2019 − Ringtone (Remix) (100 Gecs feat. Charli XCX, Rico Nasty e Kero Kero Bonito)
- 2020 − Girls (Kyle feat. Rico Nasty)
- 2020 − 495 (IDK feat. YungManny, Big Flock, Big Jam, Rico Nasty e Weensey)
- 2021 − Jealous (Mahalia feat. Rico Nasty)
- 2021 − Art of War (Jasiah feat. Denzel Curry e Rico Nasty)
- 2024  − Pop (ScHoolboy Q e Rico Nasty)

## Videografia

### Cortometraggi
| Anno | Titolo                          | Ruolo     | Pubblicato da  | Direttore    | Nota   |
| ---- | ------------------------------- | --------- | -------------- | ------------ | ------ |
| 2019 | Countin' Up                     | Se stessa | The Fader      | Orian Barki  | [ 83 ] |
| 2020 | Swipe Night                     | Se stessa | Tinder         | Karena Evans | [ 84 ] |
| 2020 | Savage X Fenty Show: Volume Two | Se stessa | Amazon Studios | Rihanna      | [ 52 ] |

### Video musicali
Cameo
- 2019 − Old Town Road (Lil Nas X e Billy Ray Cyrus)
- 2019 − Hot Girl Summer (Megan Thee Stallion feat. Nicki Minaj e Ty Dolla Sign)
- 2019 − Bottom Bitch (Doja Cat)

## Tournée
- 2017 – The Sugar Trap Tour
- 2018 – The Nasty Tour[29]
- 2019 – Live In Europe[85]

### Ospite
- 2019 – Coachella[86]
- 2019 – Free Spirit World Tour (con Khalid e Kenny Beats)